# En tavla för mycket
En tavla för mycket (engelsk originaltitel: Legal Eagles) är en amerikansk romantisk komedifilm från 1986 i regi av Ivan Reitman med Robert Redford, Debra Winger och Daryl Hannah i huvdrollerna.

## Om filmen
Filmen hade premiär den 18 juni 1986. Filmens soundtrack av Elmer Bernstein har vunnit en ASCAP-award.

## Rollista (urval)

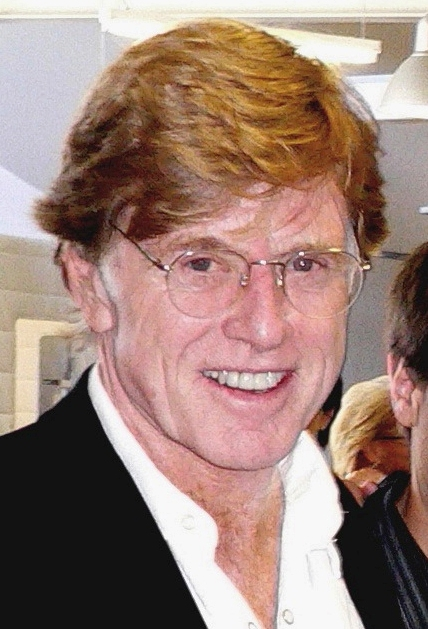
Robert Redford innehar rollen som Tom Logan

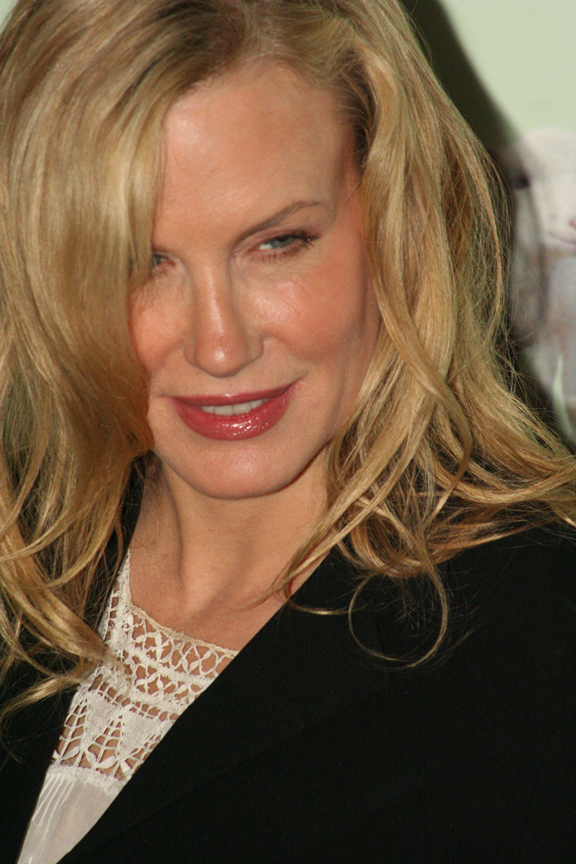
Daryl Hannah som spelar Chelsea Deardon

- Robert Redford - Tom Logan
- Debra Winger - Laura Kelly
- Daryl Hannah - Chelsea Deardon
- Brian Dennehy - Cavanaugh
- Terence Stamp - Victor Taft

## Musik i filmen
- Love touch, skriven av Mike Chapman, Holly Knight och Gene Black, framförd av Rod Stewart
- Put out the fire, skriven av Daryl Hannah och Michael Monteleone, framförd av Daryl Hannah
- Good lovin, framförd av The Young Rascals
- Magic carpet ride, framförd av Steppenwolf